# 杉ヶ峠
杉ヶ峠（すぎがたわ）は、山口県周南市にある峠。標高は456メートル。国道315号・国道434号が通過する。

## 概要
現行の杉ヶ峠は、山口県道・広島県道2号徳山廿日市線当時の1967年に開通した延長343メートルのトンネルを利用している。この区間が、1970年以降国道315号線に組み入れられた。この峠は、北側に位置する須々万地区からは緩やかな坂道だが、南側に位置する栄谷地区からは急勾配とヘアピンカーブが続いている。